# Mario Galinović
Mario Galinović (Osijek, 15 november 1975) is een Kroatisch gewezen voetbaldoelman.
Galinović begon zijn loopbaan bij NK Osijek. Hierna speelde hij voor NK Kamen Ingrad en van 2004 tot en met 2011 speelde hij voor Panathinaikos FC, die hem in 2010 verhuurde aan AO Kavala. Op 23 juni 2011 tekende Galinović een 1-jarig contract met de Griekse AO Kerkyra. Hij speelde sinds 1999 twee wedstrijden voor Kroatië en maakte deel uit van de Kroatische selectie op Euro 2008.

## Clubs
- 1993 – 2002: NK Osijek
- 2002 – 2004: NK Kamen Ingrad
- 2004 – 2011: Panathinaikos FC
  - 2010 – 2011: → AO Kavala (huur)
- 2011 – 2012: AO Kerkyra

## Statistieken

### Internationale wedstrijden
| #                                    | Datum      | Wedstrijd           | Uitslag | Soort Wedstrijd   | Goals |
| ------------------------------------ | ---------- | ------------------- | ------- | ----------------- | ----- |
| 1.                                   | 13-06-1999 | Kroatië - Egypte    | 2-2     | Vriendschappelijk | 0     |
| 2.                                   | 16-10-2007 | Kroatië - Slowakije | 3-0     | Vriendschappelijk | 0     |
| Totaal                               | Totaal     | Totaal              | Totaal  | Totaal            | 0     |
| Laatst bijgewerkt op 19 januari 2013 |            |                     |         |                   |       |

## Palmares
NK Osijek:
- Beker van Kroatië: 1999

 Panathinaikos FC:
- Landskampioen: 2010
- Beker van Griekenland: 2010

1 Pletikosa ·
2 Šimić ·
3 Šimunić ·
4 R. Kovač ·
5 Ćorluka ·
6 Vejić ·
7 Rakitić ·
8 Vukojević ·
9 Kalinić ·
10 N. Kovač  ·
11 Srna ·
12 Galinović ·
13 Pokrivač ·
14 Modrić ·
15 Knežević ·
16 Leko ·
17 Klasnić ·
18 Olić ·
19 Kranjčar ·
20 Budan ·
21 Petrić ·
22 Pranjić ·
23 Runje ·
Coach: Bilić